# Schieß-Weltmeisterschaften 2018
Die 52. Schieß-Weltmeisterschaften 2018 fanden vom 2. bis 14. September 2018 in der südkoreanischen Stadt Changwon statt.
Insgesamt wurden 102 Disziplinen ausgetragen, davon 32 bei den Männern, 22 bei den Frauen, 3 im Mixed, 26 bei den Junioren, 16 bei den Juniorinnen und 3 bei den Junioren-Mixed. Die Weltmeisterschaften waren zugleich Hauptqualifikationswettkämpfe für die Schießsportwettbewerbe bei den Olympischen Sommerspielen 2020 in Tokio. Es waren 1804 Starter aus 90 Nationen gemeldet.

## Ergebnisse Erwachsene

### Männer

#### Gewehr
| Wettbewerb                                            | Gold                                                               | Gold      | Silber                                                            | Silber  | Bronze                                                              | Bronze |
| ----------------------------------------------------- | ------------------------------------------------------------------ | --------- | ----------------------------------------------------------------- | ------- | ------------------------------------------------------------------- | ------ |
| 10 m Luftgewehr                                       | Sergei Kamenski                                                    | 248,4     | Petar Gorša                                                       | 247,5   | Miran Maričić                                                       | 227,3  |
| 10 m Luftgewehr Mannschaft                            | Volksrepublik ChinaYang Haoran Hui Zicheng Yu Haonan               | 1887,4 WR | RusslandSergei Kamenski Wladimir Maslennikow Alexander Drjagin    | 1884,0  | SüdkoreaNam Tae-yun Kim Hyeon-jun Song Soo-joo                      | 1878,5 |
| 50 m Kleinkalibergewehr liegend                       | Steffen Olsen                                                      | 628,2     | Stian Bogar                                                       | 627,8   | Thomas Mathis                                                       | 627,1  |
| 50 m Kleinkalibergewehr liegend Mannschaft            | DeutschlandDaniel Brodmeier Christoph Kaulich Maximilian Dallinger | 1869,5    | Vereinigte StaatenMatthew Emmons Lucas Kozeniesky Michael McPhail | 1868,0  | Volksrepublik ChinaZhao Zhonghao Sun Jian Liu Gang                  | 1866,8 |
| 50 m Kleinkalibergewehr Dreistellungskampf            | Tomasz Bartnik                                                     | 460,4     | Petar Gorša                                                       | 457,4   | Michael McPhail                                                     | 446,9  |
| 50 m Kleinkalibergewehr Dreistellungskampf Mannschaft | RusslandNasar Luginez Wladimir Maslennikow Sergei Kamenski         | 3535 WR   | Volksrepublik ChinaYang Haoran Hui Zicheng Yao Yuncong            | 3532    | BelarusJuryj Schtscharbazewitsch Wital Bubnowitsch Ilja Tscharhejka | 3526   |
| 300 m Freies Gewehr liegend                           | Rajmond Debevec                                                    | 592 31x   | Daniel Romańczyk                                                  | 592 22x | Josip Kuna                                                          | 590    |
| 300 m Freies Gewehr liegend Mannschaft                | FrankreichRemi Moreno Flores Valérian Sauveplane Michael d’Halluin | 1761      | SchweizGilles Dufaux Jan Lochbihler Marcel Ackermann              | 1757    | NorwegenOle-Kristian Bryhn Stian Bogar Odd Arne Brekne              | 1755   |
| 300 m Freies Gewehr Dreistellungskampf                | Alexis Leppa                                                       | 1172      | István Péni                                                       | 1169    | Gilles Dufaux                                                       | 1167   |
| 300 m Freies Gewehr Dreistellungskampf Mannschaft     | ÖsterreichGernot Rumpler Bernhard Pickl Stefan Rumpler             | 3469      | SchweizGilles Dufaux Jan Lochbihler Andrea Rossi                  | 3461    | FrankreichAlexis Raynaud Michael d’Halluin Valérian Sauveplane      | 3459   |

#### Pistole
| Wettbewerb                          | Gold                                                   | Gold            | Silber                                                     | Silber  | Bronze                                                        | Bronze  |
| ----------------------------------- | ------------------------------------------------------ | --------------- | ---------------------------------------------------------- | ------- | ------------------------------------------------------------- | ------- |
| 10 m Luftpistole                    | Jin Jong-oh                                            | 241,5 Shoot off | Artjom Tschernoussow                                       | 241,5   | Lee Dae-myung                                                 | 220,6   |
| 10 m Luftpistole Mannschaft         | SüdkoreaLee Dae-myung Jin Jong-oh Han Seung-woo        | 1747            | IndienAbhishek Verma To Prakash Mitharwal Shahzar Rizvi    | 1738    | RusslandArtjom Tschernoussow Denis Kulakow Anton Gurjanow     | 1736    |
| 25 m Zentralfeuerpistole            | Júlio Almeida                                          | 591             | Christian Reitz                                            | 588     | Pawlo Korostyljow                                             | 586     |
| 25 m Zentralfeuerpistole Mannschaft | SüdkoreaKim Young-min Kim Jin-il Jang Dae-kyu          | 1743            | FrankreichClément Bessaguet Alban Pierson Boris Artaud     | 1737    | Volksrepublik ChinaYao Zhaonan Jin Yongde Zhao Xiankun        | 1735    |
| 25 m Schnellfeuerpistole            | Lin Junmin                                             | 32              | Zhang Jian                                                 | 31      | Jean Quiquampoix                                              | 24      |
| 25 m Schnellfeuerpistole Mannschaft | Volksrepublik ChinaLin Junmin Zhang Jian Yao Zhaonan   | 1756 WR         | DeutschlandOliver Geis Christian Reitz Christian Freckmann | 1751    | SüdkoreaKim Jung-hong Song Jong-ho Park Jun-woo               | 1745    |
| 25 m Standardpistole                | Pawlo Korostyljow                                      | 581             | Gurpreet Singh                                             | 579 22x | Kim Jun-hong                                                  | 579 19x |
| 25 m Standardpistole Mannschaft     | FrankreichClément Bessaguet Boris Artaud Alban Pierson | 1716            | SüdkoreaKim Jun-hong Kim Young-min Jang Dae-kyu            | 1709    | UkrainePawlo Korostyljow Wolodymyr Pasternak Oleksandr Petriw | 1704    |
| 50 m Freie Pistole                  | To Prakash Mitharwal                                   | 564             | Damir Mikec                                                | 562     | Lee Dae-myung                                                 | 560     |
| 50 m Freie Pistole Mannschaft       | SüdkoreaLee Dae-myung Park Dae-hun Han Seung-woo       | 1756            | SerbienDamir Mikec Duško Petrov Dimitrije Grgić            | 1756    | Volksrepublik ChinaWu Jiayu Pu Qifeng Zhang Bingchen          | 1756    |

#### Laufende Scheibe
| Wettbewerb                       | Gold                                                                     | Gold          | Silber                                                 | Silber | Bronze                                                 | Bronze |
| -------------------------------- | ------------------------------------------------------------------------ | ------------- | ------------------------------------------------------ | ------ | ------------------------------------------------------ | ------ |
| 10 m laufende Scheibe            | Jesper Nyberg                                                            | 6             | Maxim Stepanow                                         | 3      | Wladislaw Prjanischnikow                               | 6      |
| 10 m laufende Scheibe Mannschaft | RusslandWladislaw Prjanischnikow Maxim Stepanow Wladislaw Schtschepotkin | 1734          | NordkoreaPak Myong-won Kwon Kwang-il Jo Yong-chol      | 1722   | SchwedenJesper Nyberg Emil Martinsson Niklas Bergström | 1718   |
| 10 m laufende Scheibe Mixed      | Tomi-Pekka Heikkilä                                                      | 388           | Łukasz Czapla                                          | 386    | Michail Asarenko                                       | 385    |
| 50 m laufende Scheibe            | Michail Asarenko                                                         | 589 Shoot off | Łukasz Czapla                                          | 589    | Tomi-Pekka Heikkilä                                    | 587    |
| 50 m laufende Scheibe Mannschaft | RusslandMichail Asarenko Dmitri Romanow Maxim Stepanow                   | 1759          | SchwedenEmil Martinsson Jesper Nyberg Niklas Bergström | 1756   | SüdkoreaHa Kwang-chul Cho Se-jong Jeong You-jin        | 1738   |
| 50 m laufende Scheibe Mixed      | Emil Martinson                                                           | 393           | Michail Asarenko                                       | 392    | Jesper Nyberg                                          | 391    |

#### Wurftauben
| Wettbewerb            | Gold                                                          | Gold     | Silber                                                         | Silber   | Bronze                                                     | Bronze   |
| --------------------- | ------------------------------------------------------------- | -------- | -------------------------------------------------------------- | -------- | ---------------------------------------------------------- | -------- |
| Skeet                 | Vincent Hancock                                               | 59 WR    | Erik Watndal                                                   | 55       | Riccardo Filippelli                                        | 46       |
| Skeet Mannschaft      | FrankreichEmmanuel Petit Éric Delaunay Anthony Terras         | 365      | ItalienRiccardo Filippelli Gabriele Rossetti Tammaro Cassandro | 363      | RusslandAnton Astachow Alexander Zemlin Jaroslaw Starzew   | 361      |
| Trap                  | Alberto Fernández                                             | 48       | Erik Varga                                                     | 47       | Abdulrahman al-Faihan                                      | 32       |
| Trap Mannschaft       | KuwaitAbdulrahman al-Faihan Talal al-Rashidi Khaled al-Mudhaf | 360      | Vereinigte StaatenGlenn Eller Grayson Davey Casey Wallace      | 360      | ItalienMauro De Filippis Giovanni Pellielo Valerio Grazini | 360      |
| Doppeltrap            | Ankur Mittal                                                  | 140 (+4) | Yang Yiyang                                                    | 140 (+3) | Hubert Olejnik                                             | 140 (+1) |
| Doppeltrap Mannschaft | ItalienAndrea Vescovi Daniele Di Spigino Marco Innocenti      | 411      | Volksrepublik ChinaYang Yiyang Liu Anlong Qi Ying              | 410      | IndienAnkur Mittal Asab Mohd Shardul Vihan                 | 409      |

### Frauen

#### Gewehr
| Wettbewerb                                            | Gold                                                        | Gold        | Silber                                                  | Silber   | Bronze                                                             | Bronze   |
| ----------------------------------------------------- | ----------------------------------------------------------- | ----------- | ------------------------------------------------------- | -------- | ------------------------------------------------------------------ | -------- |
| 10 m Luftgewehr                                       | In Ha-na                                                    | 251,1       | Anjum Moudgil                                           | 248,4    | Jung Eun-hea                                                       | 228,0    |
| 10 m Luftgewehr Mannschaft                            | SüdkoreaIm Ha-na Jung Eun-hea Keum Ji-hyeon                 | 1886,2 WR   | IndienAnjum Moudgil Apurvi Chandela Mehuli Ghosh        | 1879,0   | DeutschlandIsabella Straub Selina Gschwandtner Julia Simon         | 1878,4   |
| 50 m Kleinkalibergewehr liegend                       | Seonaid McIntosh                                            | 623,9       | Isabella Straub                                         | 623,9    | Daniela Pešková                                                    | 623,3    |
| 50 m Kleinkalibergewehr liegend Mannschaft            | DeutschlandIsabella Straub Amelie Kleinmanns Jaqueline Orth | 1871,4 WR   | DänemarkStine Nielsen Rikke Ibsen Stephanie Grundsoee   | 1851,2   | Vereinigtes KönigreichSeonaid McIntosh Jennifer McIntosh Zoe Bruce | 1850,6   |
| 50 m Kleinkalibergewehr Dreistellungskampf            | Julija Karimowa                                             | 461,1       | Isabella Straub                                         | 459,5    | Snježana Pejčić                                                    | 446,4    |
| 50 m Kleinkalibergewehr Dreistellungskampf Mannschaft | DeutschlandIsabella Straub Jolyn Beer Jaqueline Orth        | 3521 WR     | DänemarkRikke Ibsen Stine Nielsen Stephanie Grundsøe    | 3518     | RusslandJulija Karimowa Polina Choroschewa Julija Sykowa           | 3510     |
| 300 m Freies Gewehr liegend                           | Bae So-hee                                                  | 592         | Eva Rösken                                              | 588      | Silvia Guignard                                                    | 586      |
| 300 m Freies Gewehr liegend Mannschaft                | DeutschlandEva Rösken Lisa Müller Jolyn Beer                | 1748        | SüdkoreaBae So-hee Eum Bit-na Bae Sang-hee              | 1737 67x | SchweizSilvia Guignard Andrea Brühlmann Marina Schnider            | 1737 60x |
| 300 m Freies Gewehr Dreistellungskampf                | Lisa Müller                                                 | 1161 37x WR | Jolyn Beer                                              | 1161 31x | Elin Ahlin                                                         | 1159     |
| 300 m Freies Gewehr Dreistellungskampf Mannschaft     | DeutschlandLisa Müller Jolyn Beer Eva Rösken                | 3649 WR     | ÖsterreichFranziska Peer Olivia Hofmann Nadine Ungerank | 3436     | SchweizSilvia Guignard Marina Schnider Andrea Brühlmann            | 3429     |

#### Pistole
| Wettbewerb                   | Gold                                                  | Gold         | Silber                                          | Silber   | Bronze                                                             | Bronze |
| ---------------------------- | ----------------------------------------------------- | ------------ | ----------------------------------------------- | -------- | ------------------------------------------------------------------ | ------ |
| 10 m Luftpistole             | Anna Korakaki                                         | 241,1        | Zorana Arunović                                 | 239,8    | Kim Bo-mi                                                          | 218,8  |
| 10 m Luftpistole Mannschaft  | Volksrepublik ChinaJiang Ranxin Wang Qian Ji Xiaojing | 1739 WR      | SüdkoreaKim Min-jung Kim Bo-mi Kwak Jung-hye    | 1734     | RusslandWitalina Bazaraschkina Margarita Lomowa Swetlana Medwedewa | 1720   |
| 25 m Sportpistole            | Olena Kostewytsch                                     | 37 Shoot off | Witalina Bazaraschkina                          | 37       | Doreen Vennekamp                                                   | 31     |
| 25 m Sportpistole Mannschaft | Volksrepublik ChinaJiang Ranxin Lin Yuemei Yao Yushi  | 1746 69x     | SüdkoreaLee Jung-eun Kim Min-jung Kwak Jung-hye | 1746 64x | DeutschlandMonika Karsch Doreen Vennekamp Michelle Skeries         | 1744   |

#### Laufende Scheibe
| Wettbewerb                       | Gold                                               | Gold | Silber                                                              | Silber | Bronze                                                 | Bronze |
| -------------------------------- | -------------------------------------------------- | ---- | ------------------------------------------------------------------- | ------ | ------------------------------------------------------ | ------ |
| 10 m laufende Scheibe            | Olga Stepanowa                                     | 7    | Li Xue Yan                                                          | 5      | Halyna Awramenko                                       | 6      |
| 10 m laufende Scheibe Mannschaft | Volksrepublik ChinaSu Li Li Xue Yan Huang Qingqing | 1125 | UkraineWiktorija Rybowalowa Halyna Awramenko Walentyna Gontscharowa | 1101   | RusslandIrina Ismalkowa Olga Stepanowa Julija Eidenson | 1097   |

#### Wurftauben
| Wettbewerb       | Gold                                                     | Gold         | Silber                                                | Silber | Bronze                                                         | Bronze |
| ---------------- | -------------------------------------------------------- | ------------ | ----------------------------------------------------- | ------ | -------------------------------------------------------------- | ------ |
| Skeet            | Caitlin Connor                                           | 57           | Kim Rhode                                             | 56     | Amber English                                                  | 46     |
| Skeet Mannschaft | Vereinigte StaatenAmber English Kim Rhode Caitlin Connor | 355 WR       | ItalienKatiuscia Spada Diana Bacosi Chiara Cainero    | 347    | ZypernAndri Eleftheriou Konstantia Nikolaou Panayiota Andreou  | 345    |
| Trap             | Zuzana Rehák-Štefečeková                                 | 45 Shoot off | Wang Xiaojing                                         | 45     | Silvana Stanco                                                 | 36     |
| Trap Mannschaft  | ItalienSilvana Stanco Jessica Rossi Alessia Iezzi        | 343 WR       | SpanienBeatriz Martínez Fátima Gálvez Francisca Muñoz | 342    | Vereinigte StaatenKayle Browning Ashley Carroll Aeriel Skinner | 339    |

### Mixed

#### Gewehr
| Wettbewerb      | Gold                    | Gold  | Silber                 | Silber | Bronze                                      | Bronze |
| --------------- | ----------------------- | ----- | ---------------------- | ------ | ------------------------------------------- | ------ |
| 10 m Luftgewehr | Zhao Ruozhu Yang Haoran | 500,9 | Wu Mingyang Song Buhan | 500,6  | Anastassija Galaschina Wladimir Maslennikow | 434,2  |

#### Pistole
| Wettbewerb       | Gold                                        | Gold  | Silber                | Silber | Bronze                            | Bronze |
| ---------------- | ------------------------------------------- | ----- | --------------------- | ------ | --------------------------------- | ------ |
| 10 m Luftpistole | Witalina Bazaraschkina Artjom Tschernoussow | 488,1 | Wang Qian Wang Mengyi | 480,2  | Olena Kostewytsch Oleh Omeltschuk | 416,7  |

#### Wurftauben
| Wettbewerb | Gold                                | Gold | Silber                          | Silber | Bronze                    | Bronze |
| ---------- | ----------------------------------- | ---- | ------------------------------- | ------ | ------------------------- | ------ |
| Trap       | Zuzana Rehák-Štefečeková Erik Varga | 45   | Jekaterina Rabaja Alexei Alipow | 40     | Kirsty Barr Aaron Heading | 33     |

## Ergebnisse Junioren und Juniorinnen

### Junioren

#### Gewehr
| Wettbewerb                                            | Gold                                                                | Gold                 | Silber                                                                            | Silber               | Bronze                                                   | Bronze    |
| ----------------------------------------------------- | ------------------------------------------------------------------- | -------------------- | --------------------------------------------------------------------------------- | -------------------- | -------------------------------------------------------- | --------- |
| 10 m Luftgewehr                                       | Hriday Hazarika                                                     | 250,1 Shoot off 10,3 | Amir Mohammad Nekounam                                                            | 250,1 Shoot off 10,2 | Grigorii Shamakov                                        | 228,6     |
| 10 m Luftgewehr Mannschaft                            | Volksrepublik ChinaTian Xiangyu Wang Yuefeng Wang Peng              | 1876,2 WRJ           | IranAmirsiyavash Zolfagharian Amir Mohammad Nekounam Mohammad Hossein Sharifzadeh | 1874,3               | RusslandIlia Marsov Grigorii Shamakov Denis Goncharenko  | 1873,7    |
| 50 m Kleinkalibergewehr liegend                       | Benjamin Tingsrud Karlsen                                           | 619,7                | Zalán Pekler                                                                      | 619,1                | William Shaner                                           | 618,2     |
| 50 m Kleinkalibergewehr liegend Mannschaft            | NorwegenBenjamin Tingsrud Karlsen Vegard Nordhagen Jon-Hermann Hegg | 1852,5               | ÖsterreichStefan Wadlegger Patrick Diem Andreas Thum                              | 1846,1               | RusslandArtem Filippov Grigorii Shamakov Oleg Senchenkov | 1845,6    |
| 50 m Kleinkalibergewehr Dreistellungskampf            | Amir Mohammad Nekounam                                              | 455,5                | Zalán Pekler                                                                      | 455,0                | Cao Bo                                                   | 442,9     |
| 50 m Kleinkalibergewehr Dreistellungskampf Mannschaft | Volksrepublik ChinaCao Bo Ding Fanglong Zhang Changhong             | 3467 159x            | RusslandArtem Filippov Grigorii Shamakov Oleg Senchenkov                          | 3455 125x            | UngarnZalán Pekler Peter Vas Patrik Pragai               | 3452 134x |

#### Pistole
| Wettbewerb                          | Gold                                                      | Gold         | Silber                                                  | Silber   | Bronze                                                          | Bronze   |
| ----------------------------------- | --------------------------------------------------------- | ------------ | ------------------------------------------------------- | -------- | --------------------------------------------------------------- | -------- |
| 10 m Luftpistole                    | Chaudhary Saurabh                                         | 245,5 WRJ    | Lim Hojin                                               | 243,1    | Arjun Singh Cheema                                              | 218,0    |
| 10 m Luftpistole Mannschaft         | SüdkoreaLim Hojin Sung Yunho Shin Okcheol                 | 1732 64x     | IndienChaudhary Saurabh Arjun Singh Cheema Anmol Anmol  | 1730 50x | RusslandAlexander Petrov Aleksandr Kondrashin Anton Aristarchow | 1711 46x |
| 25 m Schnellfeuerpistole            | Zhu Haojie                                                | 35 WRJ       | Lee Jaekyoon                                            | 29       | Cheng Zhipeng                                                   | 24       |
| 25 m Schnellfeuerpistole Mannschaft | Volksrepublik ChinaZhu Haojie Cheng Zhipeng Pan Junchen   | 1747 61x WRJ | SüdkoreaLee Gunhyeok Lee Jaekyoon Baek Jongbin          | 1719 54x | PolenPatryk Sakowski Tomasz Piwowarski Kacper Jurasz            | 1706 47x |
| 25 m Sportpistole                   | Udhayveer Sidhu                                           | 587 18x      | Henry Turner Leverett                                   | 584 16x  | Lee Jaekyoon                                                    | 582 18x  |
| 25 m Sportpistole Mannschaft        | IndienUdhayveer Sidhu Vijayveer Sidhu Rajkanwar Singh     | 1736 45x     | Volksrepublik ChinaCheng Zhipeng Pan Junchen Zhu Haojie | 1730 49x | SüdkoreaLee Jaekyoon Youn Jaeyeon Shin Hyeonjin                 | 1730 49x |
| 25 m Standardpistole                | Vijayveer Sidhu                                           | 572 16x      | Lee Gunhyeok                                            | 570 14x  | Zhu Haojie                                                      | 565 12x  |
| 25 m Standardpistole Mannschaft     | IndienVijayveer Sidhu Rajkanwar Singh Sandhu Adarsh Singh | 1695 48x     | SüdkoreaLee Gunhyeok Youn Jaeyeon Shin Hyeonjin         | 1693 39x | TschechienMatej Rampula Antonin Tupy Lukas Skoumal              | 1674 28x |
| 50 m Freie Pistole                  | Arjun Singh Cheema                                        | 559 15x      | Kim Woojong                                             | 554 04x  | Gaurav Rana                                                     | 551 09x  |
| 50 m Freie Pistole Mannschaft       | IndienArjun Singh Cheema Gaurav Rana Anmol Anmol          | 1659 33x     | SüdkoreaKim Woojong Sung Yunho Jeong Hoyoung            | 1640 19x | Volksrepublik ChinaXie Yu Hong Shuqi Hu Pengqi                  | 1927 10x |

#### Laufende Scheibe
| Wettbewerb                  | Gold              | Gold             | Silber           | Silber              | Bronze                    | Bronze              |
| --------------------------- | ----------------- | ---------------- | ---------------- | ------------------- | ------------------------- | ------------------- |
| 10 m laufende Scheibe       | Kris Grossheim    | 7                | Danylo Danylenko | 5                   | Maksym Babushok           | 6 (3)               |
| 10 m laufende Scheibe Mixed | Egor Spekhov      | 378 13x          | Danylo Danylenko | 375 07x             | Andrey Khudyakov          | 374 09x             |
| 50 m laufende Scheibe       | Nicolas Tranchant | 579              | Danylo Danylenko | 574                 | Espen Teppdalen Nordsveen | 572                 |
| 50 m laufende Scheibe Mixed | Danylo Danylenko  | 386 Shoot off 20 | Kris Grossheim   | 386 Shoot off 19+20 | Andreas Bergstoem         | 386 Shoot off 19+18 |

#### Wurftauben
| Wettbewerb       | Gold                                                            | Gold | Silber                                                              | Silber | Bronze                                             | Bronze |
| ---------------- | --------------------------------------------------------------- | ---- | ------------------------------------------------------------------- | ------ | -------------------------------------------------- | ------ |
| Skeet            | Elia Sdruccioli                                                 | 55   | Nic Moschetti                                                       | 54     | Gurnihal Singh Garcha                              | 46     |
| Skeet Mannschaft | TschechienDaniel Korcak Jaroslav Lang Richard Klika             | 356  | IndienGurnihal Singh Garcha Ayush Rudraraju Anant Jeet Singh Naruka | 355    | ItalienElia Sdruccioli Niccolò Sodi Matteo Chiti   | 354    |
| Trap             | Nathan Steven Argiro                                            | 42   | Logan Joseph Lucas                                                  | 41     | Lorenzo Ferrari                                    | 31     |
| Trap Mannschaft  | AustralienNathan Steven Argiro Mitchell Iles Adam Joshua Bylsma | 348  | IndienAli Aman Elahi Vivaan Kapoor Manavaditya Singh                | 348    | ItalienLorenzo Ferrari Matteo Marongiu Teo Petroni | 346    |

### Juniorinnen

#### Gewehr
| Wettbewerb                                            | Gold                                                     | Gold       | Silber                                                                  | Silber    | Bronze                                                                | Bronze    |
| ----------------------------------------------------- | -------------------------------------------------------- | ---------- | ----------------------------------------------------------------------- | --------- | --------------------------------------------------------------------- | --------- |
| 10 m Luftgewehr                                       | Shi Mengyao                                              | 250,5      | Elavenil Valarivan                                                      | 249,8     | Shreya Agrawal                                                        | 228,4     |
| 10 m Luftgewehr Mannschaft                            | IndienElavenil Valarivan Shreya Agrawal Manini Kaushik   | 1880,7 WRJ | Volksrepublik ChinaShi Mengyao Wang Shuyi Zhang Qiaoying                | 1874,6    | SüdkoreaKim Jiyeon Han Gaeul Oh Minjung                               | 1871,9    |
| 50 m Kleinkalibergewehr liegend                       | Zhang Qiaoying                                           | 622,2      | Rebecca Köck                                                            | 619,5     | Aleksandra Szutko                                                     | 619,3     |
| 50 m Kleinkalibergewehr liegend Mannschaft            | ÖsterreichRebecca Köck Sheileen Waibel Verena Zaisberger | 3474 148x  | Volksrepublik ChinaXu Hong Zhang Qiaoying Chen Fanghui                  | 3461 135x | Vereinigte StaatenMorgan Phillips Elizabeth Marsh Katie Lorraine Zaun | 3458 145x |
| 50 m Kleinkalibergewehr Dreistellungskampf            | Xu Hong                                                  | 456,6      | Jade Bordet                                                             | 455,5     | Maria Ivanova                                                         | 443,2     |
| 50 m Kleinkalibergewehr Dreistellungskampf Mannschaft | Volksrepublik ChinaXu Hong Zhang Qiaoying Chen Fanghui   | 3474 148x  | Vereinigte StaatenMorgan Phillips Elizabeth Marsh Kristen Shae Hemphill | 3461 135x | RusslandMaria Ivanova Veronika Pavlova Tatiana Kharkova               | 3458 145x |

#### Pistole
| Wettbewerb                   | Gold                                         | Gold     | Silber                                                                   | Silber   | Bronze                                                         | Bronze   |
| ---------------------------- | -------------------------------------------- | -------- | ------------------------------------------------------------------------ | -------- | -------------------------------------------------------------- | -------- |
| 10 m Luftpistole             | Şevval İlayda Tarhan                         | 237,9    | Choo Gaeun                                                               | 234,5    | Lizi Kiladze                                                   | 213,6    |
| 10 m Luftpistole Mannschaft  | SüdkoreaYoo Hyunyoung Choo Gaeun Kim Heesun  | 1700 33x | MongoleiUrtnasan Khishigt Tumenkhuslen Purevdorj Buyandelger Altankhuyag | 1698 33x | RusslandIana Enina Nadezhda Koloda Olga Veretelnikova          | 1693 34x |
| 25 m Sportpistole            | Wang Xiaoyu                                  | 37       | Katelyn Morgan                                                           | 27       | Anna Dědová                                                    | 25       |
| 25 m Sportpistole Mannschaft | SüdkoreaMin Jeoungmin Baek Gyunam Kim Heesun | 1723 50x | Volksrepublik ChinaWang Xiaoyu Zhou Ying Chen Lin                        | 1717 40x | UngarnViktoria Egri Krisztina Panna Komaromi Sára Ráhel Fábián | 1714 40x |

#### Wurftauben
| Wettbewerb       | Gold                                                    | Gold           | Silber                                                                         | Silber         | Bronze                                                                       | Bronze |
| ---------------- | ------------------------------------------------------- | -------------- | ------------------------------------------------------------------------------ | -------------- | ---------------------------------------------------------------------------- | ------ |
| Skeet            | Che Yufei                                               | 53 WRJ         | Song Zhengyi                                                                   | 51             | Austen Jewell Smith                                                          | 43     |
| Skeet Mannschaft | Volksrepublik ChinaChe Yufei Song Zhengyi Sun Yahu      | 349 WRJ        | Vereinigte StaatenSamantha Simonton Austen Jewell Smith Katharina Monika Jacob | 345            | RusslandElizaveta Evgrafova Silja Batyrschina Anna Zhadnova                  | 334    |
| Trap             | Erica Sessa                                             | 41 Shoot off 1 | Manisha Keer                                                                   | 41 Shoot off 0 | Daria Semianova                                                              | 31     |
| Trap Mannschaft  | ItalienMaria Lucia Palmitessa Erica Sessa Sofia Littame | 352 WRJ        | Volksrepublik ChinaZhang Ting Duan Yuwei Gao Wendi                             | 327            | Vereinigte StaatenEmma Lee Williams Carey Jeana Garrison Madelynn Ann Bernau | 326    |

### Junioren Mixed
| Wettbewerb       | Gold                        | Gold      | Silber                                  | Silber | Bronze                                 | Bronze |
| ---------------- | --------------------------- | --------- | --------------------------------------- | ------ | -------------------------------------- | ------ |
| 10 m Luftgewehr  | Sofia Benetti Marco Suppini | 499,0 WRJ | Armina Sadeghian Amir Mohammad Nekounam | 497,7  | Shreya Agrawal Divyansh Singh Panwar   | 435,0  |
| 10 m Luftpistole | Choo Gaeun Sung Yunho       | 483,0 WRJ | Yoo Hyunyoung Lim Hojin                 | 473,1  | Abhidnya Ashok Patil Chaudhary Saurabh | 407,3  |
| Trap             | Erica Sessa Lorenzo Ferrari | 42 WRJ    | Marialucia Palmitessa Matteo Marongiu   | 35     | Gao Wendi Ouyang Yiliu                 | 29     |

## Medaillenspiegel
| Platz  | Land                   | Gold | Silber | Bronze | Gesamt |
| ------ | ---------------------- | ---- | ------ | ------ | ------ |
| 01     | China                  | 20   | 15     | 8      | 43     |
| 02     | Südkorea               | 11   | 14     | 11     | 36     |
| 03     | Indien                 | 11   | 9      | 7      | 27     |
| 04     | Russland               | 9    | 9      | 19     | 37     |
| 05     | Deutschland            | 7    | 7      | 3      | 17     |
| 06     | Italien                | 7    | 3      | 6      | 16     |
| 07     | Schweden               | 4    | 2      | 4      | 10     |
| 08     | Frankreich             | 4    | 2      | 2      | 8      |
| 09     | Vereinigte Staaten     | 3    | 9      | 7      | 19     |
| 10     | Ukraine                | 3    | 4      | 5      | 12     |
| 11     | Norwegen               | 3    | 2      | 3      | 8      |
| 12     | Finnland               | 3    | —      | 1      | 4      |
| 13     | Österreich             | 2    | 3      | 1      | 6      |
| 14     | Slowakei               | 2    | 1      | 2      | 5      |
| 15     | Australien             | 2    | —      | —      | 2      |
| 16     | Polen                  | 1    | 3      | 2      | 6      |
| 17     | Iran                   | 1    | 3      | —      | 4      |
| 18     | Dänemark               | 1    | 2      | —      | 3      |
| 19     | Spanien                | 1    | 1      | —      | 2      |
| 20     | Tschechien             | 1    | —      | 2      | 3      |
| 20     | Vereinigtes Königreich | 1    | —      | 2      | 3      |
| 22     | Kuwait                 | 1    | —      | 1      | 2      |
| 23     | Brasilien              | 1    | —      | —      | 1      |
| 23     | Griechenland           | 1    | —      | —      | 1      |
| 23     | El Salvador            | 1    | —      | —      | 1      |
| 23     | Türkei                 | 1    | —      | —      | 1      |
| 27     | Ungarn                 | —    | 3      | 2      | 5      |
| 28     | Serbien                | —    | 3      | —      | 3      |
| 29     | Schweiz                | —    | 2      | 5      | 7      |
| 30     | Kroatien               | —    | 2      | 3      | 5      |
| 31     | Nordkorea              | —    | 2      | 2      | 4      |
| 32     | Mongolei               | —    | 1      | —      | 1      |
| 33     | Belarus                | —    | —      | 1      | 1      |
| 33     | Zypern                 | —    | —      | 1      | 1      |
| 33     | Georgien               | —    | —      | 1      | 1      |
| 33     | Kasachstan             | —    | —      | 1      | 1      |
| Gesamt | Gesamt                 | 102  | 102    | 102    | 306    |